# Gary Shteyngart

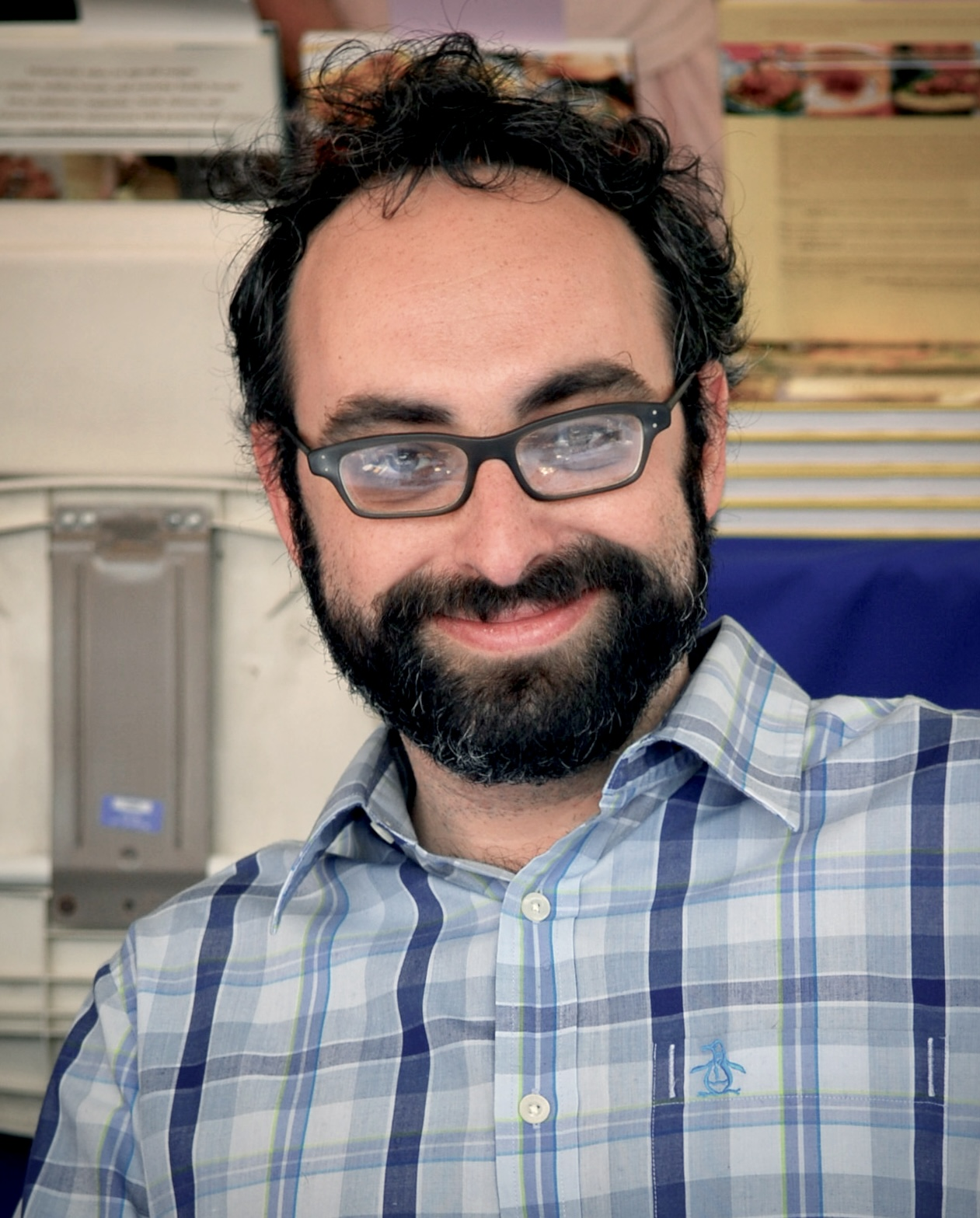
Gary Shteyngart beim Los Angeles Times Festival of Books im April 2008

Gary Shteyngart, geboren als Igor Semjonowitsch Schteingart, russisch Игорь Семёнович Штейнгарт (geboren 5. Juli 1972 in Leningrad) ist ein US-amerikanischer Kulturjournalist und Schriftsteller russischer Herkunft.

## Leben
Gary Shteyngart emigrierte mit seinen jüdisch-russischen Eltern im Alter von sieben Jahren nach Queens, New York City. Nachdem er in den frühen 1990er Jahren einige Zeit in Prag verbracht hatte, studierte er am Oberlin College Politikwissenschaft. Danach arbeitete er für verschiedene Non-Profit-Organisationen in New York.
Sein Debüt als Romancier Handbuch für den russischen Debütanten (2002) beendete er in Baku, Aserbaidschan. Dort recherchierte der Autor auch gleichzeitig für seinen zweiten Roman Snack Daddys abenteuerliche Reise. Darin spielt ein 147 Kilogramm schwerer Rapper namens Mischa „Snack Daddy“ Vainberg die Rolle eines tragikomischen Unglücksraben. Im Jahre 2010 erschien sein Buch Super Sad True Love Story bei Granta. Die deutsche Übersetzung erschien 2011. Shteyngarts Lieblingsroman ist Pnin von Vladimir Nabokov und „und vielleicht ist Kleiner Versager auch … eine versteckte Hommage an Pnin“.
Als Reise- und Kulturjournalist publiziert Shteyngart unter anderem in The New Yorker, der britischen Literaturzeitschrift Granta, in The New York Times und im Lifestyle-Magazin Travel & Leisure. Shteyngart lebt in New York City.
Shteyngart war im Herbst 2007 Fellow an der American Academy in Berlin.
Mit seinem 2019er Roman Willkommen in Lake Success beschreibt er liebevoll-sarkastisch einen neurotischen Angehörigen der reichen Ein-Prozent-Oberschicht, der auf den Spuren von Jack Kerouacs On the Road im unmittelbaren Vorfeld der Trumpwahl eine Greyhoundbustour quer durch die Vereinigten Staaten bis hinunter nach Mexiko unternimmt. Der Autor hat diese Roadmovie-Reise zu Recherchezwecken selbst unternommen und behauptet, er habe „erst beim Schreiben gemerkt, wie sehr das Buch die Ära Trump widerspiegelt“.
Der 2021 erschienene Roman Our Country Friends (deutsch: Landpartie, 2022) spielt vor dem Hintergrund der COVID-19-Pandemie. Eine Gruppe von Freunden aus Studientagen zieht sich auf ein Landhaus zurück, um dort gemeinsam mit Verpflegung und Konversation die Pandemie zu überstehen. Shteyngart greift damit den Handlungsrahmen von Boccaccios Novellenroman Decamerone auf.

## Auszeichnungen
Shteyngarts Bücher wurden mehrfach ausgezeichnet und standen auf zahlreichen Bestenlisten. Super Sad True Love Story wurde mit dem Bollinger Everyman Wodehouse Prize geehrt, The Russians Debutante's Handbook erhielt den Stephen Crane Award for First Fiction und den National Jewish Book Award for Fiction. Absurdistan stand auf der Liste der zehn besten Bücher des Jahres des New York Times Book Reviews und der Zeitschrift Time und wurde von der Washington Post und anderen renommierten amerikanischen Tageszeitungen zum Buch des Jahres gewählt.

## Werke
- The Russian Debutante’s Handbook. Riverhead Books, New York 2002, ISBN 1-57322-213-5.
  - Handbuch für den russischen Debütanten. Übers. Christiane Buchner, Frank Heibert. Berliner Taschenbuch Verlag, Berlin 2005, ISBN 3-8333-0297-6.
- Absurdistan. Random House, 2006.
  - Snack Daddys abenteuerliche Reise. Übers. Robin Detje. Berliner Taschenbuch Verlag, 2008, ISBN 978-3-8333-0543-6.
- Super Sad True Love Story. Random House, New York 2010, ISBN 978-1-4000-6640-7.
  - Super Sad True Love Story. Übers. Ingo Herzke. Rowohlt, Reinbek 2011, ISBN 978-3-498-06414-3.
- Little Failure. A Memoir. Random House, New York 2014, ISBN 978-0-679-64375-3.
  - Kleiner Versager. Übersetzung Mayela Gerhardt. Rowohlt, Reinbek 2015, ISBN 978-3-498-06432-7.
- Lake Success. Random House, New York City, 2018.
  - Willkommen in Lake Success. Roman. Übersetzung Ingo Herzke. München : Penguin, 2019, ISBN 978-3-328-60069-5.
- Our Country Friends. Random House, New York 2021, ISBN 978-0-593-50386-7
  - Landpartie. Roman. Übersetzung Nikolaus Stingl. München : Penguin, 2022